# Scipione Del Giudice
Scipione Del Giudice (Venezia, 23 novembre 1888 – 1950) è stato un canottiere italiano, vincitore, tra il 1905 e il 1911, di 10 medaglie (6 d'oro e 4 d'argento) ai Campionati europei di canottaggio.

## Carriera
Scipione Del Giudice nasce a Venezia il 23 novembre 1888; il canottiere e architetto Brenno Del Giudice era suo fratello gemello. 
I gemelli Del giudice si unirono giovanissimi al Rowing Club Francesco Querini di Venezia. La carriera internazionale di Scipione comincia con la medaglia d'argento nel quattro con agli Europei di Ghent del 1905 in un equipaggio che include anche Ercole Olgeni. Proprio in coppia con Olgeni, Scipione conquista il suo primo titolo europeo l'anno successivo a Pallanza nel due con. Il sodalizio con Olgeni produce altre due medaglie agli Europei di Lucerna del 1908: l'oro nel quattro con (cui contribuisce anche il fratello Brenno) e l'argento nel due con. 
Gli Europei di Parigi del 1909 segnano il punto più alto della carriera internazionale di Scipione. Suo compagno di vogata è ora Luigi Ermellini. Insieme conquistano due medaglie d'oro (due con e quattro con) e una di argento (otto). Lo stesso equipaggio del quattro con, che oltre a Scipione e Ermellini includeva Mario Tres e Brenno Del Giudice, si ripete l'anno successivo con la medaglia d'oro agli Europei di Ostenda del 1910 e quindi agli Europei di Como del 1911 con la medaglia d'argento. A Como Scipione vince anche il suo sesto e ultimo titolo europeo nell'otto, che come già a Parigi includeva oltre a Ermellini anche i fratelli Brenno e Curzio.